# Мет Томас
Метју Вилијам Томас (енгл. Matthew William Thomas; Декејтур, Илиноис, 4. август 1994) амерички је кошаркаш. Игра на позицији бека, а тренутно наступа за Албу из Берлина.

## Каријера

### Колеџ
Пауел је од 2013. до 2017. године играо за Ајова Стејт сајклонсе, кошаркашки тим Државног универзитета Ајове. У дресу Сајклонса уписао је 138 наступа, а просечно је по утакмици постизао 8,5 поена, хватао 3,1 скокова и прослеђивао 1,3 асистенције. На НБА драфту 2017. није изабран.

### Обрадоиро и Валенсија (2017—2019)
Томас је прву сениорску сезону одиграо у дресу шпанског Обрадоира. У тој сезони био је четврти најбољи стрелац АЦБ лиге, а просечно је по мечу давао 15,4 поена.
У јулу 2018. потписао је двогодишњи уговор са Валенсијом. Са овим клубом је у сезони 2018/19. освојио Еврокуп.

### Торонто репторси (2019—2021)
Томас је 19. јула 2019. године потписао трогодишњи уговор са Торонто репторсима.

## Успеси

### Клупски
- Валенсија:
  - Еврокуп (1): 2018/19.